# Nanou
Nanou är en ort i Burkina Faso.   Den ligger i regionen Boucle du Mouhoun, i den centrala delen av landet, 180 km väster om huvudstaden Ouagadougou. Nanou ligger 276 meter över havet och antalet invånare är 2 376.
Terrängen runt Nanou är platt, och sluttar österut. Närmaste större samhälle är Boromo, 16,8 km öster om Nanou.
Omgivningarna runt Nanou är en mosaik av jordbruksmark och naturlig växtlighet. Runt Nanou är det ganska glesbefolkat, med 34 invånare per kvadratkilometer.